# NK Lug Bokšić Lug
NK Lug je nogometni klub iz Bokšić Luga u općini Đurđenovac nedaleko Našica u Osječko-baranjskoj županiji.
NK Lug je član Nogometnog središta Našice te Nogometnog saveza Osječko-baranjske županije. Klub ima uz seniorsku ekipu i od 2024. ekipu početnika (U-11) u natjecanju, a osnovan je 1999.
NK Lug natječe se u 2. ŽNL Liga NS Našice.

## Uspjesi kluba
2023./24.- prvak 3. ŽNL Liga NS Našice.

## Vanjske poveznice
- http://www.nogos.info/  Arhivirana inačica izvorne stranice od 22. svibnja 2016. (Wayback Machine)